# Musée Picasso de Buitrago
Le Musée Picasso - Collection Eugenio Arias de Buitrago del Lozoya (Madrid), est un musée espagnol spécialisé dans les œuvres de Pablo Picasso, fondé par Eugenio Arias.

## Histoire
La collection Picasso, cédée par Eugenio Arias à la députation de Madrid en 1982, lors de la transition démocratique, après la dictature franquiste, est transférée depuis la France à l'Espagne.
L'unique condition est que la collection s'installe à Buitrago du Lozoya, village natal d'Eugenio Arias, connu comme le Barbier de Picasso.

## Historique
Le musée est inauguré le 5 mars 1985, avec le soutien du président de la Communauté de Madrid, Joaquín Leguina, le maire de Buitrago du Lozoya, Bernardo Varona, et Eugenio Arias et son épouse.

## L'amitié entre Pablo Picasso et Eugenio Arias
Eugenio Arias est né en 1909 à Buitrago du Lozoya. Combattant républicain de la guerre d'Espagne, il doit s'exiler en France pendant la guerre d'Espagne et la Seconde Guerre mondiale. Après son épreuve de résistant dans les camps de concentration et dans le maquis, Eugenio Arias s'établit dans la ville de Vallauris (Côte d'Azur) en 1946, où il installe son salon de coiffure. Il devient l'ami et le confident de Pablo Picasso.

## Le musée de Buitrago
Eugenio Arias fonde le musée Picasso en 1985.